# Giuseppe Romagnoli
Giuseppe Romagnoli (* 14. Dezember 1872 in Bologna; † 1966 in Rom) war ein italienischer Bildhauer, Kupferstecher und Medailleur.

## Leben
Romagnoli gestaltete 1904 das Denkmal Bartolomeo Borghesis in San Marino, ist Schöpfer des Welttelegrafen-Denkmals in Bern und ab 1918 nahezu aller von der Banca d’Italia in Umlauf gebrachten Münzen der Italienischen Lira sowie einiger Münzen für Albanien und Somalia.

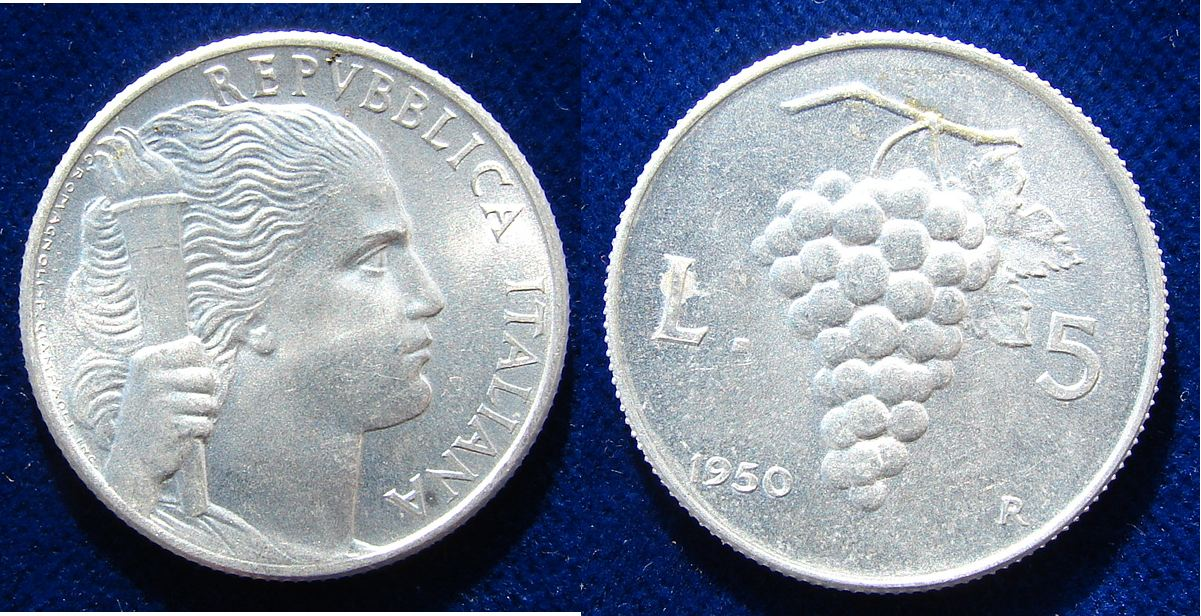
Kursmünze Italien, 5 Lire, 1950